# Bárbara Forero
Bárbara Forero (Zipaquirá,c. 1790) fue una maestra neogranadina, que tuvo una participación activa en la Independencia de Colombia.

## Biografía
Nacida en Zipaquirá (Cundinamarca) en el entonces Virreinato de Nueva Granada.
Facilitó la fuga al exterior de Pedro Fermín de Vargas, con quién se fugó para evitar que las autoridades sospecharan que sus motivos estuvieran ligados con los nacientes movimientos independentistas. Ambos, Bárbara y Fermín, se encontraban casados, por lo que las sospechas de su fuga se relacionó a un posible romance entre los dos.
Regresó sola de nuevo al país el 19 de junio de 1797, entrando por Santa Marta. Fue investigada y acusada de "abandono de hogar", pero fue declarada inocente unos meses después. Bárbara siempre declaró que no conocía ningún plan revolucionario y que su fuga se debió exclusivamente a razones religiosas. Sin embargo se le desterró a Suesca.
El 20 de julio en Bogotá participó y lideró las arengas que culminarían en el Grito de Independencia. Bárbara instó a las mujeres a participar activamente de la revolución mediante un discurso en la Plaza de Bolívar en el que pedía un cabildo abierto.

Marchemos nosotras las mujeres primero y tomemos los cuarteles, que se descarguen sus balas y nos maten, los hombres nos seguirán y mientras la tropa vuelve a cargar los fusiles los hombres se adueñarán de los cuarteles
Bárbara Forero